# Wojciech Rosiński
Wojciech Rosiński (Inowrocław, 21 febbraio 1955) è un ex cestista polacco.

## Carriera
Con la Polonia ha disputato i Giochi olimpici di Mosca 1980 e due edizioni dei Campionati europei (1979, 1981).

## Palmarès
- Campionato polacco: 1

Wybrzeże Danzica: 1977-78
- Coppa di Polonia: 3

Wybrzeże Danzica: 1976, 1978, 1979